# Lijst van beschermd erfgoed in de gemeente Mamer
In deze lijst van beschermd erfgoed in de gemeente Mamer zijn alle geclassificeerde nationale monumenten van de Luxemburgse gemeente Mamer opgenomen.

## Monumenten per plaats

### Mamer
| Object    | Bouwjaar/architect | Locatie | Datum beschermd?     | Coördinaten | Afbeelding |
| --------- | ------------------ | --- | -------------------- | ----------- | ---------- |
| Terreinen |                    | Ter plaatse genaamd «in den Woosen» en «Woosenberg», kadastersectie A, nummers 1667/3079, 1668, 1671/3098, 1694, 1694/3, 1694/4, 1694/1903 | 18 oktober 1973 (MN) |             |            |

## Bron
- Liste des immeubles et objets classés monuments nationaux ou inscrits à l'inventaire supplémentaire